# Ladja tipa C1
Ladja tipa C1 (ang. Type C1 ship) so bile majhne tovorne ladje, ki so jih uporabljali zavezniki med 2. svetovno vojno.

## Tehnične specifikacije
| Tiup                         | C1-A                | C1-B                | C1-M               |
| ---------------------------- | ------------------- | ------------------- | ------------------ |
| Dolžina                      | 412,25 ft (125,6 m) | 417,75 ft (127,3 m) | 338,5 ft (103,2 m) |
| Širina                       | 60 ft (18,3 m)      | 60 ft (18.3 m)      | 50 ft (15,2 m)     |
| Ugrez                        | 23,5 ft (7,2 m)     | 27,5 ft (8,4 m)     | 18 ft (5,5 m)      |
| Gros tonaža                  | 5028                | 6750                | 3805               |
| Nosilnost (parna verzija)    | 6240                | 7815                |                    |
| Nosilnost (dizelska verzija) | 6440                | 8015                | 5032               |
| Hitrost                      | 14 kn (26 km/h)     | 14 kn (26 km/h)     | 11 kn (20 km/h)    |
| Pogon                        | 4000 KM (3000 kW)   | 4000 KM (3000 kW)   | 1750 KM (1300 kW)  |

## Število C1 ladij
| Tip       | Število | Opombe                                                   |
| --------- | ------- | -------------------------------------------------------- |
| C1-A      | 67      | "Cape" predpona, npr. SS Cape Hatteras, SS St Cape Elias |
| C1-B      | 95      |                                                          |
| C1-S-AY1  | 13      | "Empire" predpona, npr. SS Empire Spearhead              |
| C1-M-AV1  | 217     | "Knot" npr. SS Emerald Knot "Coastal", SS Coastal Ranger |
| C1-MT-BU1 | 4       | poimenovana po drevesih npr. SS California Redwood       |
| C1-ME-AV6 | 1       | samo en SS Coastal Liberator                             |
| C1-M-AV8  | 11      |                                                          |